# Orazio Frugoni
Orazio Frugoni (Davos, 28 gennaio 1921 – 16 aprile 1997) è stato un pianista italiano.

## Biografia
Studiò pianoforte con Gaspare Scuderi al conservatorio di Milano, dove si diplomò nel 1939. Successivamente studiò a Siena presso l'Accademia Chigiana, allievo di Alfredo Casella, e successivamente al conservatorio di Ginevra con Dinu Lipatti, dove ricevette un premio al virtuosismo nel 1945. Per sottrarsi al regime fascista nel 1943 si rifugiò negli USA. Là debuttò nel 1947. Le sue esibizioni furono molto apprezzate, il che portò a una serie di concerti negli Stati Uniti (anche alla Carnegie Hall) e poi in America Latina, Europa e Medio ed Estremo Oriente. Dal 1952 al 1967 insegnò presso la Eastman School of Music della Università di Rochester.
Le sue esecuzioni riguardarono l'ambito del repertorio romantico, del quale realizzò una serie di registrazioni.
Nel 1967 ritornò in Italia, dove diventò preside della scuola d'arte istituita presso Villa Schifanoia di Firenze. Nella stessa città fu docente al Conservatorio Luigi Cherubini dal 1972.
Fu spesso invitato come giurato a concorsi pianistici internazionali: Bolzano, Varsavia, Leeds, Parigi, Bruxelles e altri. Fu giurato al Concorso pianistico internazionale Fryderyk Chopin nel 1975 e all'Arthur Rubinstein International Piano Master Competition nel 1983. Fu membro dell'Académie Internationale d'Eté di Nizza.

## Discografia
- Spanish piano music, [Albeniz et al.], New York, Vox, 1955